# Mr. 3000
Mr. 3000 is een Amerikaanse komediefilm uit 2004, geregisseerd door Charles Stone III met in de hoofdrollen Bernie Mac en Angela Bassett. De film gaat over een gepensioneerde honkbalspeler die op zijn 47e jaar een comeback maakt om de 3000 slagen te voltooien.

## Verhaal
Stan Ross (gespeeld door Mac) is een speler van het Milwaukee Brewers honkbalteam. Na zijn 3000e slag gaat Ross direct met pensioen, en laat zijn team achter midden in het toernooi van 1995. Gedurende de opvolgende negen jaren gebruikt Ross zijn bijnaam "Mr. 3000" als zakelijk gewin bij promoties en advertenties.
Door een administratieve fout ontdekt Ross dat hij slechts 2997 slagen heeft gemaakt. Om terecht te komen in de Hall of Fame van het honkbal keert Ross op zijn 47e jaar terug om drie slagen te maken, en zo zijn plek in de geschiedenisboeken te verankeren.
Tijdens de laatste slag krijg Ross een visioen van vroeger en slaat hij een stootbal zodat zijn team de derde plek bereikt. Ross gebruikt vanaf dat moment de bijnaam "Mr. 2999".

## Rolverdeling
- Bernie Mac - Stan Ross
- Angela Bassett - Maureen Simmons
- Michael Rispoli - Anthony 'Boca' Carter
- Brian J. White - Rex 'T-Rex' Pennebaker
- Ian Anthony Dale - Fukuda
- Evan Jones - Fryman
- Amaury Nolasco - Jorge Minadeo
- Paul Sorvino - Gus Panas
- Chris Noth - Schiembri

## Opnames
Delen van de film zijn opgenomen op de Marquette University High School, Miller Park in Milwaukee, en Zephyr Field in New Orleans.

## Ontvangst
De film kreeg gemixte recensies, en een score van 54% op de website Rotten Tomatoes.